# ニンブス・フィルム
ニンブス・フィルム(Nimbus Film)はデンマークの映画製作会社で、デンマーク国内では3番目に大きい規模を誇る。
1993年 Birgitte Hald とBo Ehrhardtによって設立されたこの会社は、長編映画のほかにも短編映画やドキュメンタリー映画を多く手掛けている。
代表作は、1998年にカンヌ国際映画祭 審査員賞を受賞した『セレブレーション』(トマス・ヴィンターベア監督) 、1999年にベルリン国際映画祭銀熊賞を受賞した『ミフネ』 (ソーレン・クラーク＝ヤコブセン監督)である 。
近年成功を収めた作品には、2006年に銀熊賞を受賞した En Soap (ペアニレ・フィシャー・クリステンセン監督) 2008年にデンマークでヒットしその後世界中の映画館に配給された第二次世界大戦の映画『誰がため』 (オーレ・クリスチャン・マセン監督)が挙げられる。
2010年には トマス・ヴィンターベアの『光のほうへ』がベルリン国際映画祭コンペティション部門へ出品された。

## おもなフィルモグラフィ
- Menneskedyret (1995)
- De største helte (1996)
- セレブレーション Festen (1998)
- Pizza King (1999)
- ミフネ Mifunes sidste sang (1999)
- Detektor (2000,共同制作)
- Mirakel (2000)
- Max (2000)
- En kærlighedshistorie (2001)
- Klatretøsen  (2002)
- Tvilling (2003)
- Bagland (2003)
- Torremolinos 73 (2003, 共同制作)
- Skagerrak (2003)
- Se til venstre, der er en Svensker (2003)
- アンビリーバブル It's All About Love (2003)
- Kongekabale (2004)
- Niceland (2004, 共同制作)
- Count to 100 (2004)
- Voksne mennesker (2005)
- Nordkraft (2005)
- ディア・ウェンディ Dear Wendy (2005, 共同制作)
- Prag (2006)
- En Soap (2006)
- ルルの冒険 黄金の魂 De fortabte sjæles ø (2007, 共同制作)
- En mand kommer hjem (2007)
- Hvid nat (2007)
- Cecilie (2007)
- ファイター Fighter (2007)
- 誰がため Flammen & Citronen (2008)
- Det som ingen ved (2008)
- Over gaden under vandet (2009)
- Camping (2009)
- Sorte kugler (2009)
- Flugten (2009)
- Eksperimentet (2010)
- 光のほうへ Submarino (2010)
- ヴァルハラ・ライジング Valhalla Rising (2010)
- Hold om mig (2010)
- Superclàsico (2011)
- Bora Bora (2011)